# هاري كينان
هاري كينان (بالإنجليزية: Harry George Keenan)‏ هو ممثل أمريكي، ولد في 15 يونيو 1867 في الولايات المتحدة، وتوفي بنفس المكان في 18 أبريل 1944.

## وصلات خارجية
- هاري كينان على موقع IMDb (الإنجليزية)
- هاري كينان على موقع قاعدة بيانات الأفلام السويدية (السويدية)